# 佩约
佩约（義大利語：Peio），是意大利特伦托自治省的一个市镇。总面积160平方公里，人口1894人，人口密度11.8人/平方公里（2009年）。ISTAT代码为022136。